# L'Hiverrier
L'Hiverrier (titre original : Wintersmith), paru en langue originale en 2006 puis publié en France en juin 2009, est le quatrième volume indépendant pour adolescents de la série Les Annales du Disque-monde de Terry Pratchett. Il a obtenu le prix Locus du meilleur roman pour jeunes adultes en 2007.
Traduit par Patrick Couton, il fut publié en France en 2009 chez L'Atalante  (ISBN 978-2-84172-468-0) et en 2015 chez Pocket  (ISBN 978-2-266-24979-9).

## Résumé
La sorcière chez qui Tiphaine est en apprentissage, a reçu l'appel de la Mort. Cela tombe d'autant plus mal que, le génie de l'hiver étant tombé amoureux de Tiphaine, l'hiver ne s'arrête pas... À Tiphaine de dénouer la situation, avec l'aide des Nac Mac Feegle, de Roland son héros, et des conseils de Mémé Ciredutemps.

## Personnages
- Tiphaine Patraque
- Les Nac Mac Feegle
- Mémé Ciredutemps
- Nounou Ogg